# Міу-Міу
Міу́-Міу́ (фр. Miou-Miou, справжнє ім'я — Сільветт Еррі, фр. Sylvette Herry; нар. 22 лютого 1950, Париж) — французька кіноактриса.

## Життєпис
Дочка продавчині і поліціянта після навчання отримала місце в паризькому експериментальному театрі «Кафе де ля гар» (фр. Café de la Gare) 14-го округу, де провідними акторами були Жерар Депардьє та Патрік Деваер.
У свій час була й подругою актора Патріка Деваера, від якого народила дочку Анжель (фр. Angèle; нар. 1974), потім співака Жульєна Клера. Їхня донька Жанна Еррі (фр. Jeanne Herry; нар. 1978) також стала акторкою.
В даний час Міу-Міу пов'язують відносини з письменником, сценаристом і актором Жаном Теле (фр. Jean Teulé), з яким вони проживають разом в Парижі, в кварталі Маре.
Скована спочатку рамками повторюваної ролі симпатичної блондинки, вона змогла втілити, починаючи з 1980-х років більш глибокі образи своїх героїнь.
Роль повії у виконанні Міу-Міу у фільмі «Виверт» (фр. La Dérobade) режисера Даніеля Дюваля була визнана найкращою у 1980 році і відзначена премією «Сезар», яку вона відмовилася прийняти.
На початку 2004 року з'явилася на телебаченні у міні-серіалі «Ambre a disparu».

## Фільмографія
- 1971 — Спалені клуні
- 1973 — Пригоди рабина Якова / Les Aventures de Rabbi Jacob
- 1973 — Вальсуючі / Les Valseuses
- 1973 — Кілька занадто спокійних панів / Quelques messieurs trop tranquilles
- 1973 — ??? / Les granges brulées
- 1975 — Жодних проблем! / Pas de problème!
- 1975 — ??? / Un Genio, due compari, un pollo
- 1976 — Йонас, якому буде 25 років у 2000 році / Jonas qui aura 25 ans en l'an 2000
- 1976 — Ф… як Фербенкс / F … Comme Fairbanks
- 1976 — Далі — нікуди / On Aura Tout Vu
- 1977 — ??? / Dites-lui que je l'aime
- 1979 — Виверт / La Dérobade
- 1979 — Затор — неймовірна історія / (L'ingorgo — Una storia impossibile) — Анджела
- 1980 — Жінка-поліцейський / La Femme flic
- 1981 — Жозефа / Josepha
- 1981 — Чи розумно це? / Est-ce bien raisonnable?
- 1982 — Гі де Мопассан / Guy de Maupassant
- 1983 — Облава / Canecule — Джесіка
- 1983 — Любов з першого погляду / Coup de foudre
- 1985 — Вечірня сукня / Tenue de soirée
- 1988 — Чтиця / La Lectrice
- 1990 — Мілу у травні / Milou en mai — Камілла Вьюзак
- 1990 — Повернення Нечаєва / Netchaiev Est De Retour
- 1991 — Тотальне стеження / La Totale!
- 1992 — Бал недотеп / Le Bal des casse-pieds
- 1993 — Жерміналь / Germinal
- 1994 — Індіанець в Парижі / Un Indien Dans La Ville
- 1996 — День восьмий / Le Huitième jour
- 1996 — Фіктивний шлюб / Ma femme me quitte
- 1997 — Сухе прибирання / Nettoyage a sec
- 1997 — ??? / Elles
- 1998 — ??? / Elles
- 2003 — ??? / Alida
- 2004 — Весілля / Mariages!
- 2005 — Антуанетта / Antoinette
- 2005 — Один йде — другий залишається / L'Un reste, l'autre part '
- 2006 — Наука сну / La Science des revês
- 2006 — Герой сім'ї / Le Héros de la famille
- 2009 — Концерт / Le Concert
- 2009 — Маленька зона турбулентності / Une petite zone de turbulences
- 2021 — Останній найманець / Le Dernier Mercenaire[3]